# James Cruze
James Cruze (właśc. James Cruze Bosen; ur. 27 marca 1884 w Ogden, zm. 3 sierpnia 1942 w Los Angeles) – amerykański aktor i reżyser filmowy epoki kina niemego.

## Filmografia[1]

### Reżyser
- 1919: You're fired!
- 1921: Leap Year
- 1923: Karawana (The Covered Waggon)
- 1923: Hollywood
- 1926: Old Ironsides
- 1929: Wielki Gabbo (The Great Gabbo)
- 1929: The Duke Steps Out
- 1929: A Man’s Man
- 1932: Gdybym miał milion (If I Had a Million)

### Aktor
- 1912: Dr. Jekyll and Mr. Hyde
- 1913: David Copperfield